# The Incredible Machine
The Incredible Machine (también conocida como TIM) es una serie de videojuegos para ordenador originalmente ideada y desarrollada por Kevin Ryan y producida por Jeff Tunnell, de la desaparecida Jeff Tunnell Productions, y publicada por Dynamix. Las versiones lanzadas entre 1993 y 1995 tuvieron el mismo equipo de desarrollo, mientras que las versiones de 2000–2001 fueron creadas por desarrolladores distintos. Todas las versiones fueron publicadas por Sierra Entertainment. La propiedad intelectual de la serie completa fue adquirida por Jeff Tunnell, que fundó PushButton Labs en octubre de 2009.

## Objetivo
El objetivo general del juego es crear una máquina de Heath Robinson, o dispositivo de Rube Goldberg, a partir de multitud de objetos para que el conjunto sea capaz de llevar a cabo una tarea (por ejemplo, "pon la bola en la caja" o "enciende la vela"). Los objetos disponibles van desde una simple cuerda, hasta generadores eléctricos, bolas de billar, y además gatos y ratones, la mayoría de ellos con reacciones específicas con otros objetos en concreto (por ejemplo, el ratón correrá hacia el queso si está cerca). Los niveles tienen normalmente objetos fijados que no pueden ser movidos por el jugador, así que para resolver el nivel los objetos deben ser cuidadosamente colocados alrededor de los objetos fijos. Hay también una opción libre que permite al jugador jugar con todos los objetos sin ninguna meta preestablecida, o también permite crear niveles para que otros jugadores los resuelvan.
Además de la simulación de física entre objetos, el juego posee también simulación de la presión del aire y de la gravedad. El motor no usa un generador de números aleatorio en la simulación de físicas, asegurando que los resultados para cualquier máquina dada son reproducibles.

## Versiones
La serie de videojuegos contiene:
- The Incredible Machine (1992), MS-DOS / Macintosh / 3DO)
- The Even More Incredible Machine (1993), MS-DOS / Microsoft Windows, Macintosh)
- Sid & Al's Incredible Toons (|1993), MS-DOS)
- The Incredible Toon Machine (1994), Microsoft Windows, Macintosh)
- The Incredible Machine 2 (1994), MS-DOS / Macintosh)
- The Incredible Machine 3 (1995), Microsoft Windows / Macintosh)
- Return of the Incredible Machine: Contraptions (2000), Microsoft Windows / Macintosh)
- The Incredible Machine: Even More Contraptions (2001), Microsoft Windows / Macintosh)

Los desarrolladores de la serie han sido criticados por los fanes por reciclar el contenido, especialmente en los juegos posteriores aThe Incredible Machine 2.

### The Incredible Machine
The Incredible Machine, es el primer juego de la serie, que estaba pensado inicialmente para ser desarrollado por Electronic Arts para la Commodore 64 en 1984, pero Dynamix estaba trabajando en Arcticfox para Amiga en ese momento así que el desarrollo de The Incredible Machine no empezó hasta la primavera de 1993. The Even More Incredible Machine es una versión extendida del original The Incredible Machine que tiene cerca de 160 niveles -casi el doble que el original- y tiene también algunas cosas nuevas.
La revista Dragon publicó un artículo en 1993, en el #193 por Hartley, Patricia, y Kirk Lesser en la columna "The Role of Computers"(El papel de los ordenadores). Los redactores le otorgaron una puntuación de 4 estrellas sobre 5.

### The Incredible Machine 2
The Incredible Machine 2 introdujo nuevos niveles, una colección ampliada de las piezas, una nueva interfaz, los gráficos mejoraron significativamente, los sonidos y música, y dos jugadores por turnos los jugadores. También mejora de forma libre en el "modo", lo que permite a los jugadores crear puzles completamente jugables, definiendo no sólo las partes que participan, sino también el conjunto de circunstancias en las que el puzle se considera "resuelto". 
Las actualizaciones posteriores son básicamente de compatibilidad con los sistemas operativos más recientes, con gráficos /sonidos actualizados y, a veces, nuevos rompecabezas, pero no hay piezas nuevas.

### The Incredible Machine 3
The Incredible Machine 3, en algunos nuevos lanzamientos titulado Professor Tim's Incredible Machines, contenía los mismos niveles que The Incredible Machine 2, pero tenía una interfaz nueva, como también compatibilidad con MSWindows 3.1. También permitía al usuario construir fondos para los Puzles y cambiar el tamaño del campo de juego.

### The Incredible Machine: Even More Contraptions
The Incredible Machine: Even More Contraptions inició un servicio llamado "WonSwap" que permitía a los jugadores compartir sus "Homemade Puzzles", pero debido a la antigüedad del juego, este servicio está ahora inactivo.

### Incredible Toons
Sid & Al's Incredible Toons y The Incredible Toon Machine no son una parte oficial de las series, pero son esencialmente una versión caricatura@caricaturesca del mismo concepto, creadas por Chris Cole.

## Premios
The Incredible Machine fue la ganadora de varios premios a causa de su estilo innovador y sus habilidades de simulación.
Era tan innovador, que Sid & Al's Incredible Toons le permitió a Jeff Tunnell y Chris Cole obtener una patente por los conceptos del juego.

## Disponibilidad
Algunos de los juegos de la serie The Incredible Machine son ahora muy difíciles de encontrar, excepto en las redes p2p, y tiendas de software de segunda mano como eBay. La compañía que lo publicó originalmente, Dynamix, fue cerrada en 2001 por su compañía propietaria, Sierra, que a su vez fue cerrada en 2004 por su poseedora, Vivendi Universal. El único que puede ser encontrado es The Incredible Machine: Even More Contraptions, en GameTap y Hoyle Puzzle Games 2005.
Una versión para teléfonos móviles fue desarrollada por Mobile Interactions Group y publicada por Vivendi Games Mobile en 2006.
Se anunció que la versión original del juego estaría disponible para Xbox 360 a través de Xbox Live Arcade, pero aún no se han dado más detalles (2009).
The Even More Incredible Machine, The Incredible Machine 3, Return of the Incredible Machine: Contraptions & The Incredible Machine: Even More Contraptions fueron relanzadas en GOG.com el 1 de octubre de 2009 en el The Incredible Machine Mega Pack.